# Schattentafel
Schattentafeln dienten zur Zeitbestimmung mithilfe des Sonnenstandes.
Die Geschichte der Schattentafeln kann bis Mesopotamien zurückverfolgt werden. Von dort sind die Schattentafeln nach Griechenland gelangt. Erst aus Griechenland haben wir genug Zeugnisse darüber, wie Schattentafeln funktionierten.
Der Mensch selbst war der Gnomon, der seine Schattenlänge mit seinen Füßen maß, um die Tagesstunde zu erfahren. Deshalb kann Aristophanes in einem Schauspiel von ungefähr 390 v. Chr. schreiben, dass unter einer Regierung von Frauen Männer nur Sorge nehmen müssten, wann Zeit sei, essen gehen, etwa "wenn der Schatten 10 Füße misst." Damals gab es keinen anderen Weg, die Zeit des Tages auszudrücken, weil man mit hora erst um 350 v. Chr. den Begriff Stunde verband.
Mit dem Wissen von der Stunde und dem Messen von Zeit durch die Länge von Schatten begann man beide Erfindungen in Verbindung zu bringen. Das Ergebnis war die Schattentafel, der oft in Form einer Tabelle niedergelegt wurde. Die Verwendung wurde in einer späten griechischen Quelle wie folgt beschrieben: „Stelle dich gerade auf einen flachen Platz... Messe die volle Länge von deinem Schatten auf dem Boden mit deinen Füßen. Vergleiche für den betreffenden Monat die Anzahl von deinen Füßen mit deinem Ergebnis und du wirst die Stunde finden.“ Die alten Quellen sagen nichts über der Länge der Person oder über das Verhältnis Länge des Menschen zur Länge des Fußes. Otto Neugebauer, ihm ist die erste ausführliche Untersuchung des Materials zu verdanken, vermutete Verhältnisse von 6:1 oder 7:1.
Neugebauer veröffentlichte bestehende römische, koptische, äthiopische, syrische und armenische Quellen. Von der indischen Tradition ist nicht viel  bekannt, aber wir haben einen Hinweis von Marco Polo, dass die Leute in der Provinz Maabar nur die Stunden des Tages erkennen, weil sie die Länge ihres Schattens in Füßen zählen. 
David King studierte die islamischen Schattentafeln, die bis zum 19. Jahrhundert kopiert wurden. Sie zeigen griechische sowie indische Einflüsse.  Er fand, dass dort außer mit dem sechs- oder siebenfachen Gnomon auch einer von 6 ½ oder 6 2/3 Füßen verwendet wurde. 
In dieser Tradition liegen die mittelalterlichen Schattentafeln, seien sie in Griechisch oder in Lateinisch. Obwohl die lateinischen Quellen die größte Gruppe bilden, sind sie bisher erst einer ausführlichen Prüfung unterworfen worden. In der Studie werden mehr als 40 lateinische Schattentafeln in verschiedenen Bibliotheken Europas erwähnt, doch muss wenigstens von der doppelten Zahl ausgegangen werden, besonders im Kontext von Kalendern. Die lateinischen Handschriften stammen aus dem 8. bis 16. Jahrhundert.